# Biosteres anthomyiae
Biosteres anthomyiae är en stekelart som först beskrevs av William Harris Ashmead 1889.  Biosteres anthomyiae ingår i släktet Biosteres och familjen bracksteklar. Inga underarter finns listade.